# Financial Accounting Standards Board
O Financial Accounting Standards Board (FASB) é uma organização estadunidense sem fins lucrativos criado em 1973 para padronizar os procedimentos da contabilidade financeira de empresas cotadas em bolsa e não governamentais. Órgão autorizado e reconhecido pela SEC (Securities and Exchange Commission). Essas normas são oficialmente reconhecidas. O FASB tem objetivo de trazer padronização, maior eficiência na economia e nas decisões tomadas pelas empresas trazendo maior clareza nas informações divulgadas.